# Декада московских зрелищ
«Декада московских зрелищ» — советский театральный журнал, выходивший в Москве в 1937—1941 годах. Освещал современную жизнь советских театров и работу видных театральных деятелей.

## История
Был основан как ежедекадный журнал «Театральная декада», издававшийся в Москве издательством «Искусство» в 1937 году. Издание имело приложение: «Программы московских театров».
Журнал выходил на русском языке один раз в 10 дней, с 1940 года — еженедельно.
Размещался обзор и расписание спектаклей и концертов в Москве на декаду (с составом исполнителей к каждому спектаклю), статьи об актёрах, режиссёрах, интервью. Помещались наградные указы. Также была реклама кафе, ресторанов, продуктов и услуг.
В 1938 году переименован в «Декаду московских зрелищ».
С № 22 1940 года переименован в «Театральную неделю» и стал выходить еженедельно как печатный орган Главного управления театров Комитета по делам искусства при СНК СССР.

## Сотрудники
- Ответственный редактор — М. И. Имас[3].